# Dunckerocampus baldwini
Dunckerocampus baldwini is een straalvinnige vissensoort uit de familie van de zeenaalden en zeepaardjes (Syngnathidae). De wetenschappelijke naam van de soort is voor het eerst geldig gepubliceerd in 1972 door Herald & Randall.